# Lishness Peak
Lishness Peak är en bergstopp i Antarktis. Den ligger i Västantarktis. Chile gör anspråk på området. Toppen på Lishness Peak är 2 200 meter över havet.
Terrängen runt Lishness Peak är kuperad söderut, men norrut är den bergig. Lishness Peak ligger uppe på en höjd som går i nord-sydlig riktning. Trakten är obefolkad. Det finns inga samhällen i närheten. 